# Polska Akcja Humanitarna
Polska Akcja Humanitarna (Polish Humanitarian Action, skrót PAH) – polska organizacja pozarządowa (organizacja pożytku publicznego), założona 26 grudnia 1992, której celem jest udzielanie pomocy humanitarnej i angażowanie się we współpracę rozwojową. Od początku swojej działalności PAH udzieliła pomocy ponad 17,8 mln osób w 52 krajach na całym świecie.
Obecnie prowadzi stałe działania pomocowe w Sudanie Południowym, Somalii, Kenii, Madagaskarze, Jemenie, Ukrainie, Libanie, Zachodnim Brzegu i Syrii (od momentu trzęsienia ziemi w 2023 r.), a także udziela pomocy natychmiastowej w Strefie Gazy. Organizacja działa również na terenie Polski – od 1998 r. prowadzi program „Pajacyk”, który wspiera dzieci i młodzież w Polsce bez względu na ich narodowość. Od 2023 r. działa także biuro krajowe PAH Polska, którego celem jest niesienie pomocy humanitarnej i integracyjnej na terytorium Polski. Ważnym elementem pracy Fundacji są również działania z zakresu edukacji globalnej, prowadzone w szkołach, przedszkolach czy bibliotekach.

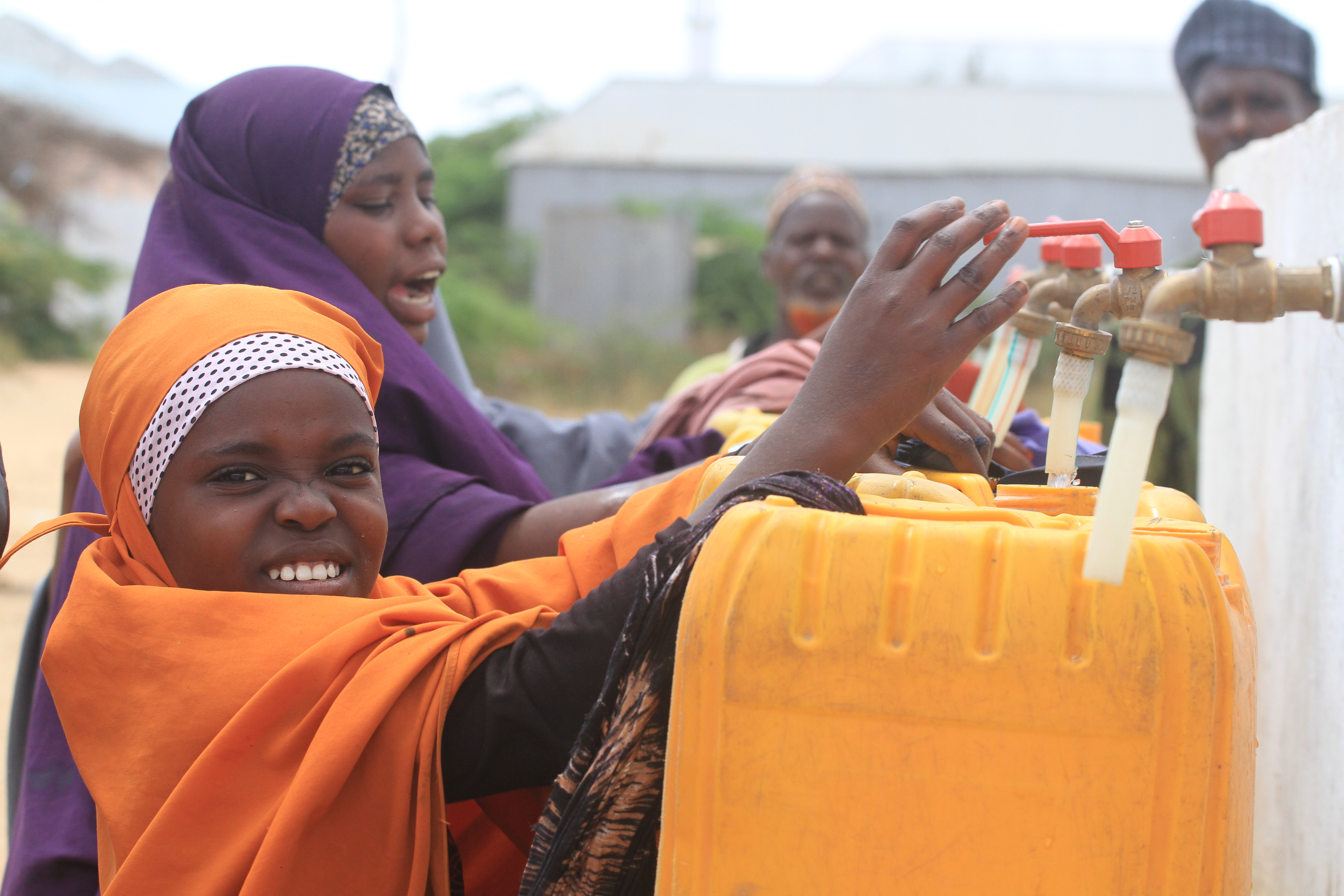
Obóz dla uchodźców wewnętrznych w Mogadiszu (Somalia), marzec 2016 r.

## Prowadzone działania
Polska Akcja Humanitarna specjalizuje się w zapewnianiu dostępu do wody, odpowiednich warunków sanitarnych oraz edukacji z zakresu prawidłowej higieny. Buduje, naprawia i utrzymuje w odpowiednim stanie infrastrukturę wodno-sanitarną. Organizacja pomaga również poprzez dostarczanie żywności i wspieranie rozwoju rolnictwa (FSL), odbudowę oraz remonty domów prywatnych i budynków użyteczności publicznej (Shelter), koordynowanie działań w obozach dla osób przymusowo przemieszczonych (CCCM), dystrybucje najpotrzebniejszych produktów nieżywnościowych (NFI) – np. zestawów odzieży, koców, moskitier, tabletek do uzdatniania wody itp., a także wspieranie szkół i ośrodków medycznych. PAH udziela też pomocy psychologicznej i społecznej (MHPSS) oraz przekazuje wsparcie finansowe (MPCA) na spełnienie podstawowych potrzeb. W ramach współpracy rozwojowej Fundacja finansuje szkolenia zawodowe, zajęcia z zakresu rozwoju własnej działalności, wspiera rozwój rolnictwa itp.
W swoich działaniach PAH priorytetyzuje potrzeby ludzi najbardziej narażonych na skutki kryzysów humanitarnych  – dzieci, kobiety, uchodźców i osób wewnętrznie przemieszczonych (IDPs), a także osób w podeszłym wieku i z niepełnosprawnościami. Ważnym elementem działań PAH jest edukowanie polskiego społeczeństwa poprzez promowanie wartości humanitarnych i wrażliwości na problemy globalne. PAH prowadzi projekty skierowane do dzieci i młodzieży oraz cykliczne kampanie informacyjne.
Wsparcie, którego udziela Polska Akcja Humanitarna, jest możliwe dzięki wsparciu osób indywidualnych, donatorów instytucjonalnych i firm. Kluczowe w niesieniu profesjonalnej pomocy są również współpraca z partnerami lokalnymi i koordynowanie pomocy humanitarnej w oparciu o międzynarodowe standardy SPHERE.

## Misja i wizja
Polska Akcja Humanitarna zrodziła się z potrzeby pomagania; z przekonania, że każdy człowiek zasługuje na pomoc i godność.
Fundamentem wizji PAH jest dążenie do stworzenia świata, w którym ludzie są gotowi działać, mają wiedzę i narzędzia do prowadzenia godnego życia.
Misją Polskiej Akcji Humanitarnej jest niesienie pomocy cierpiącym w wyniku konfliktów zbrojnych, kryzysu klimatycznego i katastrof.
PAH jest otwarta na świat i wielokulturowa, zorientowana na rozwiązywanie konkretnych problemów i ukierunkowana w swoim działaniu na człowieka. Pomaga lokalnym społecznościom wzmacniać ich odporność na skutki zmian klimatu, jednocześnie dbając o lokalne ekosystemy w oparciu o doświadczenia samych odbiorców pomocy. 
Organizacja działa z poszanowaniem zasad humanitaryzmu, bezstronności, neutralności i niezależności. 
Polska Akcja Humanitarna wyznaje zasadę, że na miejscu działań jest tylko gościem. W związku z tym podejmuje takie formy działania, które są długofalowe lub dają możliwość dalszego rozwoju. Wsparcie PAH jest dostosowane do kultury i zwyczajów tych, którzy je otrzymują. Działania w terenie prowadzone są przede wszystkim przez pracowników lokalnych, pochodzących z krajów, w których dane działania są prowadzone.  
Produkty, sprzęt i narzędzia PAH pozyskuje również w miarę możliwości najbliżej miejsca prowadzonych działań – dzięki temu wspiera lokalną gospodarkę, nie tracąc niepotrzebnie środków na transport i magazynowanie. Ramy etyczne działań Polskiej Akcji Humanitarnej reguluje Kodeks Czerwonokrzyski. W krajach dotkniętych kryzysami humanitarnymi PAH pracuje w ramach systemu klastrów pomocy humanitarnej, które regulują i koordynują działania w regionie. Dzięki temu pomoc może być skuteczniej dopasowana do potrzeb i trafia tam, gdzie nie dotarły inne organizacje. Jest też komplementarna wobec innych organizacji działających w tym samym miejscu. 

## Czym zajmuje się organizacja?
Podstawowym celem PAH jest szybkie i skuteczne udzielanie pomocy humanitarnej ludziom, których życie lub zdrowie jest zagrożone w wyniku kryzysu - nagłego lub przedłużającego się. PAH reaguje w miejscach, w których wybuchają kryzysy humanitarne spowodowane przez konflikty zbrojne, katastrofy i kryzys klimatyczny. Jej priorytetem jest natychmiastowa odpowiedź na kryzys, ale zajmuje się także opracowywaniem długoterminowych rozwiązań i zapobieganiu kolejnym katastrofom. 
Pomoc humanitarna to reagowanie na różnorodne kryzysy – od konfliktów zbrojnych po nagłe katastrofy. Jej celem jest zaspokajanie podstawowych potrzeb osób poszkodowanych, takich jak dostęp do żywności, wody, bezpiecznego schronienia i opieki zdrowotnej. Dzieli się na obszary (tzw. klastry), w których specjalizują się poszczególne organizacje.  
Polska Akcja Humanitarna działa obecnie w następujących obszarach:
- Pomoc natychmiastowa
- Dostęp do wody i sanitariatów
- Dostęp do żywności
- Dostęp do schronienia i pomocy nieżywnościowej
- Dostęp do edukacji
- Ochrona prawna i psychospołeczna
- Wsparcie finansowe
- Opieka zdrowotna
- Zarządzanie obozami
- Ograniczanie ryzyka katastrof

### Współpraca rozwojowa
Polska Akcja Humanitarna prowadzi szeroko zakrojone działania w ramach współpracy rozwojowej, która ma na celu długofalowe wsparcie społeczności w krajach dotkniętych kryzysami humanitarnymi, konfliktami zbrojnymi czy wysokimi wskaźnikami ubóstwa.  
Działania odpowiadają zarówno na kwestie podnoszenia jakości usług edukacyjnych czy zdrowotnych, przeciwdziałania lub zmniejszania negatywnych skutków zmian klimatu, jak i zwiększenia lokalnej przedsiębiorczości, dostępu do rynku pracy oraz efektywności miejscowej produkcji rolnej i działalności hodowlanej.  

### Działania PAH w praktyce
Polska Akcja Humanitarna w ramach współpracy z lokalnymi specjalistami wprowadza nowe metody zbierania i oszczędzania wody. Buduje tamy piaskowe, płytkie lub głębokie studnie i zbiorniki wodne w szkołach. Dzięki innowacyjnemu podejściu do zrównoważonego recyklingu szarej wody, czyli takiej, która nie została skażona, ale nie nadaje się do picia, PAH wprowadza także takie rozwiązania jak stawy z matrycami roślinnymi z roślinnością fitoremediacyjną. Oczyszczają one ścieki i wodę szarą, co pozwala na jej ponowne wykorzystanie do różnych celów, takich jak mycie rąk, zmywanie naczyń, nawadnianie szkolnych ogrodów i sprzątanie. 
Takie rozwiązania pozwalają na lepsze wykorzystanie i przechowywanie zapasów wody. Zwiększają ogólne bezpieczeństwo i dobrobyt społeczności poprzez zapewnienie dostępu do czystej wody, promowanie praktyk higienicznych i sanitarnych oraz łagodzenie zagrożeń dla zdrowia, związanych z chorobami przenoszonymi przez wodę czy brudne dłonie.
Innowacyjne podejście Polska Akcja Humanitarna wykazuje również w przypadku problemów związanych z zarządzaniem odpadami stałymi, która to kwestia w kontekście kryzysów humanitarnych staje się coraz bardziej paląca. Wraz z innymi organizacjami z Europy oraz ekspertami z sektora biotechnologicznego PAH realizuje wieloletni projekt, którego bezpośrednim celem jest opracowanie skutecznych rozwiązań, systemów i technologii zarządzania odpadami opartych na bioinnowacji. Projekt Bio4Human obejmuje obecnie dwie lokalizacje w Afryce: Sudan Południowy i Demokratyczną Republikę Konga. Jednak w dłuższej perspektywie opracowane rozwiązania będą miały zastosowanie w kontekście nadciągających, szerszych wyzwań humanitarnych w Europie i na świecie.
Polska Akcja Humanitarna w ramach działań rozwojowych organizuje ponadto szkolenia z zakresu zarządzania, prowadzenia i administracji projektów oraz uprawy roli dla lokalnych kooperatyw rolniczych. Kooperatywy odpowiadają m.in. za prowadzenie lokalnych inwestycji związanych z gospodarką wodną oraz produkcją rolną. Ich członkowie stanowią wzór dla innych mieszkańców wsi i przyczyniają się do podniesienia jakości życia wszystkich jej mieszkańców. 
Dla lokalnych urzędników PAH prowadzi kursy z zakresu zmniejszania ryzyka katastrof (tzw. disaster risk reduction – DRR). Uzyskana wiedza pozwala im na odpowiednio wczesne opracowanie działań, w tym wdrażanie rozwiązań z zakresu ochrony środowiska oraz zwiększanie odporności lokalnej społeczności na przyszłe kryzysy. 
W Libanie Polska Akcja Humanitarna prowadzi natomiast działania z zakresu współpracy rozwojowej, mające na celu wsparcie rozwoju społeczno-gospodarczego poprzez zwiększenie aktywności zawodowej ubogich mieszkańców Libanu, szczególnie młodych osób i kobiet, jak i uchodźców z Syrii czy Palestyny. W 2020 r. PAH, we współpracy z lokalnym partnerem International Humanitarian Relief Lebanon, założyła dla młodych osób GLOW Center for Empowerment w Bejrucie, w którym prowadzone są szkolenia i kursy z różnych dziedzin.

### Edukacja społeczeństwa
Zespół edukacji PAH od kilkunastu lat popularyzuje edukację globalną w szkołach i poza nimi. Fundacja wierzy, że zdobywanie wiedzy jest pierwszym krokiem do wprowadzania zmiany społecznej. Celem działań zespołu edukacji jest uświadamianie istnienia współzależności łączących ludzi oraz przygotowanie do stawiania czoła wyzwaniom dotyczącym całej ludzkości. 
Czym zajmuje się zespół edukacji PAH?
- tłumaczy przyczyny zjawisk i ich konsekwencje dla ludzi w różnych miejscach na świecie,
- pokazuje, jak pojedyncze osoby mogą wpływać na globalne procesy, ale i jak globalne procesy wpływają na jednostki,
- pracuje nad przełamaniem istniejących stereotypów i uprzedzeń,
- dba o wnoszenie perspektywy Globalnego Południa oraz pokazuje zjawiska światowe i lokalne z nieeurocentrycznej perspektywy,
- kształtuje krytyczne myślenie, m.in. dyskutując o aktualnych wydarzeniach na świecie i krytycznie przyglądając się relacjom w mediach.

Przykłady działań w zakresie edukacji globalnej:
- Lekcje pomagania – program edukacyjny dla szkół na temat odpowiedzialnej pomocy humanitarnej;
- Podkast „Tolerancja to za mało” – w którym Joanna Pankowska wraz z gośćmi i gościniami, wskazują, jak być więcej niż tolerancyjną i tolerancyjnym. Oprócz tolerancji i empatii w podkaście poruszane i przedstawiane są zagadnienia z edukacji globalnej, pomocy humanitarnej i współpracy rozwojowej;
- Szkolenia dla nauczycielek i nauczycieli – cykl szkoleń dla nauczycieli dotyczący praktycznych umiejętności kształtowania postawy solidarności globalnej; z programem można zapoznać się na platformie edukacyjnej organizacji tutaj;
- Współpraca z aktywistami i aktywistkami edukacyjnymi – budowanie sieci edukatorek i edukatorów oraz  poszerzanie ich wiedzy na temat pomocy humanitarnej.

### Pomoc natychmiastowa
Istotną częścią działań Polskiej Akcji Humanitarnej jest pomoc natychmiastowa, mająca na celu szybką odpowiedź na katastrofy i wybuchające konflikty zbrojne.  
PAH była jedną z pierwszych organizacji działających podczas takich kryzysów humanitarnych jak powódź w Polsce w 1997 roku i II wojna czeczeńska w 1999 r. Organizacja docierała z pomocą po katastrofach w Sri Lance, Haiti, Filipinach i innych lokalizacjach. Po eksplozji w bejruckim porcie w 2020 r., w wyniku której zginęło ponad 200 ludzi, a 300 tys. straciło dach nad głową, PAH udzielała pomocy osobom w najtrudniejszej sytuacji. Zaledwie kilka dni po trzęsieniu ziemi w Turcji i Syrii w lutym 2023 r. PAH dotarła z pomocą natychmiastową najpierw do Turcji, a następnie do  Syrii po umożliwieniu dostępu organizacji humanitarnych do regionu Aleppo. Organizacja prowadziła dalsze działania w północno-zachodniej Syrii w 2023 r. i 2024 r., zapewniając m.in. dostęp do wody, bezpiecznego schronienia, źródeł utrzymania czy edukacji. 
We wrześniu 2023 r. doszło do trzęsienia ziemi w górach Atlasu Wysokiego w Maroku. PAH szybko dotarła na miejsce obejmując pomocą miejscowości takie jak Asni, Tizfrite, Amizmiz, Falghous i okoliczne obszary. Priorytetem stało się zapewnienie bezpiecznego schronienia, żywności, wody pitnej, koców oraz artykułów higienicznych dla ludzi, którzy stracili domy.

### Ukraina
PAH jest obecna i zapewnia pomoc w Ukrainie od momentu wybuchu konfliktu we wschodnich regionach kraju w 2014 r. Pierwsze działania PAH były natychmiastową odpowiedzią na kryzys: pomoc w dostarczeniu opieki medycznej, dystrybucja paczek żywnościowych i pakietów higienicznych, koców, śpiworów i innych produktów niezbędnych do przetrwania. PAH odnawiała też infrastrukturę sanitarną w instytucjach wspierających dzieci i osoby starsze (szkoły, domy opieki itp.). Wspólnie z Ministerstwem Spraw Zagranicznych RP Polska Akcja Humanitarna zakupiła i dostarczała specjalistyczny sprzęt dla osób z niepełnosprawnościami, m.in. chodziki czy też kule. Instalowała specjalistyczne windy i zapewniała niezbędne narzędzia pracy dla pracowników społecznych. 
Organizacja przez 8 lat przed eskalacją konfliktu w 2022 r. utworzyła także 12 centrów wsparcia psychospołecznego wzdłuż linii kontaktowej we wschodniej Ukrainie. Placówki te gwarantowały lepszy dostęp do usług społecznych osobom najbardziej potrzebującym i dotknięty, skutkami konfliktu – dzieciom, młodzieży, rodzinom wielodzietnym, samotnym rodzicom, osobom starszym i z niepełnosprawnościami. Pracownicy społeczni i mobilni psychologowie PAH docierali też z pomocą do osób ograniczonych ruchowo, pomagając w codziennych czynnościach i zapewniając indywidualne wsparcie psychologiczne.
Polska Akcja Humanitarna dystrybuowała również artykuły żywnościowe i higieniczne oraz pomoc gotówkową, pokrywającą 3-miesięczne potrzeby, docierając z pomocą do najbardziej potrzebujących osób.
Po 24 lutego 2022 wychodząc naprzeciw najpilniejszym potrzebom ludności dotkniętej eskalacją wojny w Ukrainie, PAH rozszerzyła i zintensyfikowała swoje działania w tym kraju. Obecnie udziela wszechstronnej i różnorodnej pomocy w całej Ukrainie, koncentrując się na wschodnich i południowych regionach. Organizacja stworzyła również szereg punktów pomocowych na granicy polsko-ukraińskiej, funkcjonujących w 2022 roku. Obecnie zespół Polskiej Akcji Humanitarnej w Ukrainie liczy 263 osoby pracujące w 5 biurach: w Kijowie, Dnieprze, Charkowie, Mikołajowie i Lwowie, które docierają ze wsparciem także do sąsiednich obwodów, jak i zatrudnione w centrach psychospołecznej.
PAH prowadzi remonty i odbudowy zniszczonych w wyniku konfliktu domów prywatnych, a także zapewnia tymczasowe schronienia w postaci domów modułowych rodzinom, które straciły swój dom. Dostarcza także pomoc gotówkową pokrywającą 3-miesięczne potrzeby i przekazuje zestawy higieniczne (129 656 rozdystrybuowanych zestawów od 24 lutego 2022) czy żywnościowe (541 859 osób otrzymało wsparcie żywnościowe od 24 lutego 2022) najbardziej potrzebującym mieszkańcom. Polska Akcja Humanitarna remontuje infrastrukturę wodno-sanitarną ośrodkach dla osób wewnętrznie przemieszczonych oraz w instytucjach medyczno-społecznych, zapewniając dostęp do bieżącej wody, toalet, pryszniców i przystosowując je do potrzeb osób z niepełnosprawnościami. Polska Akcja Humanitarna udzielała pomocy w wyzwolonych regionach Ukrainy, w tym w obwodzie kijowskim. Na maj 2023 r. postawiono ponad 100 modułowych domów w obwodzie kijowskim.
W okresie zimowym PAH zapewnia wsparcie w postaci drewna na opał, generatorów prądu wraz z paliwem, a także artykułów pierwszej potrzeby - zarówno osobom prywatnym, jak też instytucjom i ośrodkom dla osób wewnętrznie przemieszczonych.  
Polska Akcja Humanitarna założyła 16 nowych centrów wsparcia psychospołecznego w obwodach dniepropietrowskim, mikołajowskim, charkowskim, chersońskim i kijowskim, w których udziela pomocy psychologicznej, społecznej i prawnej. Dodatkowo utworzone zostały mobilne grupy psychologów, które docierają z pomocą do osób znajdujących się w odizolowanych lub położonych dalej od centrów miejscowościach, jak i np. szkołach.
Po zniszczeniu tamy zbiornika w Nowej Kachowce PAH poprzez swój zespół pomocy natychmiastowej prowadziła dystrybucję artykułów pierwszej potrzeby do osób poszkodowanych, a także zapewniła łącznie 360 000 litrów wody pitnej dla mieszkańców regionów nadrzecznych (38 150 pięciolitrowych butelek i 16 zbiorników na wodę) oraz np. 20 000 litrów podchlorynu do dezynfekcji wody dla centralnego systemu zaopatrzenia w wodę. Polska Akcja Humanitarna opłaciła też zainstalowanie systemu odwróconej osmozy w zakładzie wodociągowym miasta Chersoń w celu obniżenia poziomu soli w wodzie pitnej. Dostarczyła również materiały do uzdatniania wody, części zamienne, pompy itp. do lokalnych wodociągów (tzw. Vodokanals) w obwodzie chersońskim po powodzi w 2023 r.
Zespół PAH kontynuuje swoją pracę, docierając z pomocą do osób poszkodowanych w wyniku ostrzałów oraz osobom wewnętrznie przemieszczonym w Charkowie, Mikołajowie, Dnieprze, Sumach czy Chersoniu poprzez transfer pomocy gotówkowej i bonów żywnościowych.
PAH wspiera również partnerskie lokalne organizacje pozarządowe w ich rozwoju organizacyjnym poprzez szkolenia i doradztwo w takich kwestiach, jak pisanie wniosków, zarządzanie projektami i raportowanie, logistyka i zaopatrzenie, zarządzanie finansami, monitoring czy ewaluacja.  
Od 24 lutego 2022 do 6 sierpnia 2024 PAH dotarła z pomocą do ok. 630 000 osób w Ukrainie.  
Działania PAH w Ukrainie finansowane są przez darczyńców indywidualnych i biznesowych z Polski, a także donatorów instytucjonalnych: USAID BHA, OCHA, ECHO, WFP, IOM, SV, Action Aid. Fundacja współpracowała także m.in. z GOAL.
W 2022 r. Polska Akcja Humanitarna udzieliła na Ukrainie pomocy o wartości 49,2 mln złotych.
Suma udzielonej przez PAH pomocy dla Ukrainy w 2023 r. to 14 486 699 dolarów, z czego 8 mln dolarów to środki od donatorów instytucjonalnych, zaś pozostała kwota to środki własne PAH, pozyskane od darczyńców indywidualnych i firm.

## Działania PAH w Polsce
W maju 2022 r. PAH uruchomiła odrębne biuro krajowe w Polsce, którego zadaniem jest odpowiedź na kryzys uchodźczy i pomoc osobom z Ukrainy w Polsce, a także prowadzenie innych działań, w tym długoletnich projektów z zakresu edukacji globalnej i programu Pajacyk. 
Działania prowadzone w Polsce w ramach odpowiedzi na kryzys uchodźczy to m.in.:
- wsparcie finansowe,
- zapewnienie pomocy psychologicznej i społecznej w ramach programu Pajacyk,
- wsparcie żywnościowe dla dzieci i młodzieży w kryzysie uchodźczym w ramach programu Pajacyk,
- pomoc przy zatrudnieniu, integracji, dostępie do nauki języka polskiego czy edukacji,
- prowadzenie punktów pomocowych w Zosinie, Hrebennem i Dorohusku w trakcie kryzysu na granicy polsko-ukraińskiej (do sierpnia 2022 r.),
- wspieranie osób wewnętrznie przemieszczonych, które zatrzymały się w obwodzie wołyńskim w Ukrainie,
- otwarcie centrum logistycznego (w tym magazynu) w Białymstoku, aby wspierać i zaopatrywać aktywistów z Grupy Granica i innych organizacji pozarządowych oraz indywidualnych działaczy, którzy udzielają pomocy osobom w kryzysie uchodźczym na granicy polsko-białoruskiej.

Pozostałe działania prowadzone w Polsce: 
- Finansowe i merytoryczne wsparcie dla polskich organizacji w działaniach pomocowych w ramach specjalnie powołanego NGO Forum,
- Od 1998 r. Polska Akcja Humanitarna prowadzi w Polsce program Pajacyk, w ramach którego wspiera zdrowie i prawidłowy rozwój dzieci i młodzieży w Polsce. Pajacyk finansuje ciepłe posiłki w szkołach i placówkach wsparcia dziennego, a od 2021 r. również działania na rzecz ochrony zdrowia psychicznego[9].
- PAH tworzy i popularyzuje od kilkunastu lat w szkołach i poza nimi projekty związane z edukacją globalną. Zespół ekspertów PAH na bieżąco tworzy treści informacyjne w formie webinariów, materiałów dla szkół czy podkastów na temat pomocy humanitarnej – zobacz: „Edukacja społeczeństwa” w „Czym zajmuje się organizacja?”.

## Władze organizacji
Od 2024 r. Prezesem Zarządu fundacji jest Maciej Bagiński. Funkcję wiceprezesa oraz dyrektorki zarządzającej pełni Dorota Serafin. Pozostałymi członkami zarządu są Katarzyna Ewa Górska i Grzegorz Gruca. Radę fundacji tworzą: Janina Ochojska oraz Włodzimierz Sarna. W skład komisji rewizyjnej wchodzą: Dariusz Płatek, Paulina Pilch i Aleksandra Rezunow.

## Biura krajowe PAH
Polska Akcja Humanitarna posiada biura krajowe w: 
- Jemenie
- Madagaskarze
- Somalii
- Sudanie Południowym
- Kenii
- Ukrainie
- Polsce.

PAH prowadzi także działania humanitarne lub rozwojowe w Syrii, Libanie, Strefie Gazy i Zachodnim Brzegu.

## Sukcesy

### Certyfikacja przy Komisji Europejskiej (DG ECHO)
PAH uzyskała ten certyfikat jako pierwsza polska organizacja jeszcze przed przystąpieniem Polski do Unii Europejskiej. Wyróżnienie to świadczy o profesjonalizmie i wysokiej jakości działań PAH w obszarze pomocy humanitarnej. Wciąż jesteśmy jedyną polską organizacją uprawnioną do wdrażania projektów finansowanych przez European Humanitarian Aid.

### Certyfikacja przy USAID
Od 2017 r. jest partnerem zarejestrowanym przy rządowej Amerykańskiej Agencji ds. Rozwoju Międzynarodowego (USAID). Od tego czasu nieprzerwanie prowadzimy finansowane przez rząd USA projekty pomocowe w Ukrainie. Zaufanie tak ważnego donatora potwierdza spełnianie przez PAH najwyższych standardów bezpieczeństwa i jakości prowadzonych działań.  

### CHS Alliance
Od 2021 r. jako jedyna polska organizacja należymy do CHS Alliance, sojuszu skupionego wokół tzw. Core Humanitarian Standard - listy najwyższych standardów, które powinny spełniać odpowiedzialne organizacje humanitarne. Członkostwo w sojuszu oznacza przystąpienie do złożonego procesu ewaluacji organizacji pod kątem wypełniania tych wymagań, którego ukończenie zostanie potwierdzone przyznaniem certyfikatu.

## Nagrody

### Europejska Nagroda Solidarności
Przyznana przez Parlament Europejski za projekt PAH “Wolontariusze bez granic” w 2022 r..

### Złota Statuetka Mixx Awards 2020
Przyznana za kampanię „Graj i pomagaj z #PajacykBezPrzerwy” (wraz z Kwadratową Masakrą i Craftserve).

### Organizacja pozarządowa roku 2017
Nagroda przyznana przez 28. Forum Ekonomiczne w Krynicy-Zdrój.